# Bow Brook
Der Bow Brook ist ein Wasserlauf in Hampshire, England. Er entsteht nordwestlich von Ramsdell und fließt in östlicher Richtung bis zu seiner Mündung östlich von Bramley Green in den River Loddon.